# Spilochaetosoma californicum
Spilochaetosoma californicum là một loài ruồi trong họ Tachinidae.